# 诺基亚X7
Nokia X7（英語：Nokia X7）是諾基亞生產的智慧型手機。

## 規格
| 類型     | 智慧型手機                                                              |
| 手機規格 | 直立式                                                                  |
| 尺寸     | 高度：119.7（4.71英寸）；寬度：62.8（2.47英寸）；厚度：11.9（0.47英寸） |
| 重量     | 146克（5.1盎司）                                                        |
| 操作系统 | Symbian                                                                 |
| 電池     | 1200mAh可拆卸鋰離子電池                                                 |
| 顯示器   | 4.0英寸（100） 360×640 QVGA AMOLED                                      |